# Omar Paganini
Omar Ignacio Paganini Herrera (Montevideo, 2 giugno 1962) è un politico e ingegnere uruguaiano, ministro delle relazioni estere dal 2023 al 2025.

## Biografia
Nato a Montevideo il 2 giugno 1962, Omar Paganini si è laureato in ingegneria elettrica all'Università della Repubblica fino ad ottenere un Master in Business Administration all'Università Cattolica dell'Uruguay.
Nel 1990 ha fondato una compagnia di servizi di ingegneria e automazione per l'industria.
Nel 2003 ricopre il ruolo di preside della facoltà di ingegneria all'Università Cattolica dell'Uruguay, che ha ricoperto fino al 2012.
Nel 2019 viene indicato dal presidente eletto dell'Uruguay Luis Alberto Lacalle Pou come ministro dell'industria, dell'energia e dell'estrazione mineraria, carica che ha assunto ufficialmente il 1° marzo 2020 insieme al presidente eletto. Nel 2023, a seguito di un rimpasto di governo, assume la carica di ministro delle relazioni estere.